# 正则化无网格法
正则化无网格法（Regularized Meshless Method），也叫奇异无网格法或去奇异无网格法，是为解决一些基本解已知的偏微分方程而提出的边界型无网格法。该方法是一种强式配点法，具有不需要划分网格、不需要积分、编程简单、稳定性好等优点。到目前为止，正则化无网格法已经被成功应用于诸如势问题、声学问题、水波问题、反问题等典型问题。

## 方法描述
正则化无网格法将位势理论中的双层势作为基函数/核函数。通过与基本解法 （Method of Fundamental Solutions）进行对比可知：它们的近似解都是由不同源点基函数的线性组合来表示；不同之处在于正则化无网格法将源点设置在物理边界上与配点重合，从而可以很好地解决基本解方法需设置虚拟边界的问题。
当源点与配点重合时，双层核函数在会出现奇异性，正则化无网格方法中利用先减后加的正则化技术（subtracting and adding-back regularizing technique）解决了这一问题。

## 发展史和最新进展
目前，在很多工程和科学领域中，有限元法（Finite Element Method）、有限差分法（Finite Difference Method）、有限体积法（Finite Volume Method）和边界元法（Boundary Element Method）仍是主要的数值方法。由于这些方法在处理高维移动问题或者是复杂几何域问题时，将面临网格划分难，网格重构费时等困难，因此网格生成对于上述问题而言是一个很有挑战性的问题。
边界元法由于它的半解析特征和只在边界离散的特点，有效缓解了这一缺陷。尽管如此，边界元法依然需要复杂的数学技巧去处理奇异积分。此外，在三维域的表面网格划分方面，仍然十分艰难。在过去的几十年里，为了克服这些难题，已经做了大量的工作，很多无需划分网格的边界配点无网格方法相继被提出。在这些方法中，基本解法由于编程容易、数学描述简单、精度高和快速收敛等优点而最受欢迎。
在基本解中，为了避免基本解的奇异性，需要在问题域的物理边界外人为设置虚拟边界。对于最优虚拟边界的位置的选择，仍然存在一些困难。为了解决这个棘手的问题，很多新方法相继被提出来，包括：边界节点法 （Boundary Knot Method），正则化无网格法 (Regularized Meshless Method)，修正基本解法(Modified method of fundamental solutions)和奇异边界法 (Singular Boundary Method)等。
2005年Young和他的合作者首次提出了正则化无网格方法。此方法的关键创新点在于引入先减后加的正则化技术去除了双层势核函数的源点奇异性，从而可以直接将源点设在实际物理边界上。到目前为止，正则化无网格法已经成功应用于大量物理问题，例如势问题、外域声学问题、压电反平面问题、多连通区域的声学特征值问题、反问题、泊松方程和水波问题 等。此外，为了提升RMM方法的通用性和计算效率，一些学者提出了一些改进的方法，如，针对不规则区域问题而提出加权正则无网格法，针对二维拉普拉斯问题而提出解析正则化无网格法.。

## 参阅
- 径向基函数
- 边界元法
- 基本解法
- 边界节点法
- 边界粒子法
- 奇异边界法